# صيام الجمعة
صوم الجمعة هو ممارسة مسيحية تتمثل في الامتناع عن اللحوم ومنتجات الألبان والكحول في يوم الجمعة. وصيام يوم الجمعة هو الأكثر شيوعًا عند الأرثوذكس الشرقيين والكاثوليك واللوثريين والإنجليكان والميثوديين. وجّه تعليم الرسل الاثني عشر، المكتوب في القرن الأول بعد الميلاد، المسيحيين إلى صيام يومي الأربعاء (اليوم الرابع من الأسبوع) والجمعة (اليوم السادس من الأسبوع). يجري صوم الأربعاء إحياءً لذكرى قصة خيانة يهوذا للمسيح يوم أربعاء الفصح، بينما يجري صوم الجمعة إحياءً لذكرى صلب يسوع المسيح يوم الجمعة العظيمة. على هذا النحو،  احتُفظ بجميع أيام الجمعة من العام تاريخيًا في أجزاء كثيرة من العالم المسيحي باعتباره يومًا صارمًا للصيام والامتناع عن الكحول واللحوم واللاكتيكينيا (الحليب ومنتجات الألبان). إن الامتناع عن تناول اللحوم في أيام الجمعة يعد بمثابة تضحية من قبل العديد من المسيحيين لأنهم يعتقدون أن المسيح قد ضحى بجسده في يوم الجمعة العظيمة من أجل البشرية. في المسيحية الأرثوذكسية، بالإضافة إلى الصوم من الطعام حتى غروب الشمس، يؤمر المؤمنون بالامتناع عن العلاقات الجنسية يوم الجمعة أيضًا.

## في الأرثوذكسية
يُطلب من المسيحيين الأرثوذكس صيام يوم الجمعة (والأربعاء)، مما يعني عدم تناول الطعام حتى بعد الظهر أو المساء. عادة ما يكون العشاء الذي يجري تناوله بعد الإفطار في المساء نباتيًا. بالإضافة إلى ذلك، يمتنع المسيحيون الأرثوذكس عن العلاقات الجنسية يومي الأربعاء والجمعة على مدار العام، كما هو الحال مع الصوم الكبير بأكمله وصوم الميلاد و 15 يومًا قبل عيد رقاد مريم.

## في الكاثوليكية
في الكاثوليكية، يجري تمرير لوائح محددة من قبل الأساقفة المستقلين. في الولايات المتحدة في عام 1966، أقر مؤتمر الأساقفة الكاثوليك في الولايات المتحدة المعيارين الثاني والرابع اللذين ألزما جميع الأشخاص من سن الرابعة عشرة بالامتناع عن تناول اللحوم أيام الجمعة من الصوم الكبير وخلال العام. في السابق، كان شرط الامتناع عن تناول اللحوم في جميع أيام الجمعة من العام ينطبق على من هم في سن السابعة أو أكبر. يعبّر القانونان 1252 و 1253 من القانون الكنسي لعام 1983 عن هذه القاعدة نفسها، ويضيفان أن الأساقفة قد يسمحون باستبدال ممارسات التوبة الأخرى ليوم الجمعة خارج الصوم الكبير، ولكن يجب مراعاة شكل من أشكال التكفير في جميع أيام الجمعة من العام لإحياء الذكرى في يوم أسبوع صلب الرب. لا يزال الامتناع عن ممارسة الجنس في جميع أيام الجمعة خارج الصوم الكبير هو الممارسة المفضلة لدى العديد من الكاثوليك، الذين يختارون الحفاظ على هذا التقليد بدلاً من استبدال الكفارة البديلة. معظم المؤتمرات الأسقفية لم تسمح باستبدال الكفارة البديلة ليوم الجمعة من الصوم الكبير. لم يرفع أي مؤتمر أسقفي التزام الصيام أو الامتناع عن أربعاء الرماد والجمعة العظيمة.
يجري تنظيم الصوم والامتناع عن ممارسة الجنس عن طريق القوانين 1250-1253 من قانون القانون الكنسي لعام 1983. يحددون أن جميع أيام الجمعة على مدار العام ووقت الصوم الكبير هي أوقات توبة في جميع أنحاء الكنيسة. جميع البالغين (أولئك الذين بلغوا سن الرشد، وهو 18 عامًا في القانون الكنسي) ملزمون بموجب القانون الكنسي بالصوم يوم أربعاء الرماد ويوم الجمعة العظيمة حتى بداية عامهم الستين. يلتزم جميع الأشخاص الذين أتموا عامهم الرابع عشر بقانون الامتناع عن ممارسة الجنس في كل أيام الجمعة ما لم يكن يوم الجمعة احتفالًا، ومرة أخرى يوم أربعاء الرماد؛ ولكن في الممارسة العملية، جرى تقليل هذا الشرط بشكل كبير من خلال المؤتمرات الأسقفية لأنه بموجب القانون 1253، فإن هذه المؤتمرات هي التي تتمتع بسلطة وضع المعايير المحلية للصيام والامتناع عن ممارسة الجنس في أراضيها. عادة لا يُستغنى عن وصية الصوم والامتناع عن يوم أربعاء الرماد والجمعة العظيمة.
قد يأكل الكاثوليك وجبة كاملة واحدة فقط في يوم الصوم. بالإضافة إلى ذلك، يُسمح لهم بتناول ما يصل إلى وجبتين صغيرتين أو وجبات خفيفة. تتعلق متطلبات الكنيسة بشأن الصيام بالأطعمة الصلبة فقط، لا الشرب، لذلك لا يقيد قانون الكنيسة كمية الماء أو المشروبات الأخرى -حتى المشروبات الكحولية- التي يمكن تناولها. لقد تغير قانون الكنيسة بشأن الصوم على مر القرون منذ أن أصبح الصوم نظامًا يمكن تغييره من قبل السلطات الكنسية الشرعية.

## في المنهاجية
ورد في "القواعد العامة للكنيسة الميثودية"، التي كتبها مؤسس الميثودية، جون ويسلي، أنه "من المتوقع من كل من يرغب الاستمرار بهذه المجتمعات أن يستمر في إثبات رغبته في الخلاص، من خلال الحضور مع الجميع. فرائض الله هي: العبادة العلنية لله؛ خدمة الكلمة سواء مقروءة أو مفسرة؛ عشاء الرب؛ الصلاة العائلية والخاصة؛ البحث في الكتاب المقدس؛ الصوم أو الامتناع عن ممارسة الجنس.